# Berit Nesheim
Berit Nesheim est une réalisatrice norvégienne née le 28 janvier 1945.

## Filmographie sélective
- 1991 : Frida - med hjertet i hånden
- 1993 : Høyere enn himmelen
- 1996 : Søndagsengler
- 1999 : Evas øye